# 41 Brygada Artylerii Polowej „Railgunners”
41 Brygada Artylerii Polowej (ang. 41st Field Artillery Brigade) – związek taktyczny armii Stanów Zjednoczonych, stacjonujący w Fort Hood w Teksasie. Brygada była aktywna od roku 1918, oraz w latach 1921–1931, 1942–1944, 1952–1969, 1972–2005, 2007–2015 i 2018 do chwili obecnej.

## Struktura organizacyjna
Skład 2020
- dowództwo i bateria dowodzenia (HHB)
- 2-20 FA – 2 batalion 20 pułku artylerii polowej
- 589 Batalion Wsparcia Brygady
- bateria A 26 pułku artylerii polowej
- 324 kompania łączności

## Historia
Jednostka sformowana 26 sierpnia 1918 w Fort Monroe w Wirginii i kilka miesięcy później została zdemobilizowana. 15 stycznia 1921 została przetransportowana w rejon Pacyfiku i przekształcona w Hawaiian Railway Battalion. 1 lipca 1924 przeformowana w 41st Coast Artillery. 30 czerwca 1931 została dezaktywowana.
21 kwietnia 1942 41st Coast Artillery została ponownie aktywowana, tym razem w Fort Hase na Hawajach, gdzie służyła do 25 maja 1944. Za zasługi podczas II wojny światowej jednostka została odznaczona wstęgą Asiatic–Pacific Campaign Medal, zdezaktywowana przeszła w podległość Departamentu Hawajskiego.
28 czerwca 1950 bateria dowodzenia 41 Artylerii Wybrzeża została odtworzona jako bateria w dowodzenia 41st Field Artillery Group i została dezaktywowana 18 stycznia 1952 w Fort Sill w Oklahomie.
W kwietniu 1967 41 grupa artylerii polowej rozlokowała się w Republice Wietnamu, gdzie nagrodzona została dziewięcioma wstęgami za kampanie podczas wojny wietnamskiej. 15 listopada 1969 grupa została dezaktywowana i powróciła do Stanów Zjednoczonych.
15 marca 1972 41 grupa artylerii polowej została ponownie aktywowana w Babenhausen w Niemczech Zachodnich. Jednostka została ponownie wyznaczona jako 41 Brygada Artylerii Polowej 16 czerwca 1982 i przydzielona do V Korpusu.

## Kampanie i odznaczenia
Nagrody za udział w kampaniach
| Konflikt          | Wstęga                  | Lata      |
| ----------------- | ----------------------- | --------- |
| II wojna światowa | bez inskrypcji          |           |
| Wojna wietnamska  | Kontrofensywa, faza II  | 1966–1967 |
| Wojna wietnamska  | Kontrofensywa, faza III | 1967–1968 |
| Wojna wietnamska  | Kontrofensywa Tết       | 1968      |
| Wojna wietnamska  | Kontrofensywa, faza IV  | 1968      |
| Wojna wietnamska  | Kontrofensywa, faza V   | 1968      |
| Wojna wietnamska  | Kontrofensywa, faza VI  | 1968–1969 |
| Wojna wietnamska  | Tết 69 / Kontrofensywa  | 1969      |
| Wojna wietnamska  | Lato-Jesień 1969        | 1969      |
| Wojna wietnamska  | Zima-Wiosna 1970        | 1969–1970 |
| Wojna w Kosowie   | Operation Joint Forge   | 1995-1996 |
| Irak              | Kampanie do ustalenia   |           |

Medale
| Wstęga                                    | Medal                                | Rok       | Uwagi                 |
| ----------------------------------------- | ------------------------------------ | --------- | --------------------- |
|                                           | Meritorious Unit Commendation (Army) | 2003      | Irak                  |
|                                           | Meritorious Unit Commendation (Army) | 1967-1968 | Wietnam               |
|                                           | Meritorious Unit Commendation (Army) | 1968-1969 | Wietnam               |
| Krzyż Waleczności z palmą (Rep. Wietnamu) | wietnamski Krzyż Waleczności z palmą | 1967-1969 | Za służbę w Wietnamie |